# Ute Oberhoffner
Ute Oberhoffner (nacida como Ute Weiß, Ilmenau, RDA, 15 de septiembre de 1961) es una deportista alemana que compitió para la RDA en luge en la modalidad individual.
Participó en dos Juegos Olímpicos de Invierno, obteniendo dos medallas en la prueba individual, bronce en Sarajevo 1984 y plata en Calgary 1988.
Ganó cuatro medallas en el Campeonato Mundial de Luge entre los años 1983 y 1989, y tres medallas en el Campeonato Europeo de Luge, en los años 1986 y 1988.

## Palmarés internacional
| Juegos Olímpicos   | Juegos Olímpicos             | Juegos Olímpicos  | Juegos Olímpicos |
| Año                | Lugar                        | Medalla           | Prueba           |
| ------------------ | ---------------------------- | ----------------- | ---------------- |
| 1984               | Sarajevo (Yugoslavia)        | Medalla de bronce | Individual       |
| 1988               | Calgary (Canadá)             | Medalla de plata  | Individual       |
| Campeonato Mundial |                              |                   |                  |
| Año                | Lugar                        | Medalla           | Prueba           |
| 1983               | Lake Placid (Estados Unidos) | Medalla de bronce | Individual       |
| 1987               | Igls ( Austria})             | Medalla de bronce | Individual       |
| 1989               | Winterberg (RFA)             | Medalla de plata  | Equipo           |
| 1989               | Winterberg (RFA)             | Medalla de bronce | Individual       |
| Campeonato Europeo |                              |                   |                  |
| Año                | Lugar                        | Medalla           | Prueba           |
| 1986               | Hammarstrand (Suecia)        | Medalla de bronce | Individual       |
| 1988               | Königssee (RFA)              | Medalla de oro    | Individual       |
| 1988               | Königssee (RFA)              | Medalla de plata  | Equipo           |